# Närkes runinskrifter 3
Närkes runinskrifter 3 är ett fragment av en runsten från 1000-talet. Den hittades 1887 på en gård i Frösvi i Edsbergs socken, Lekebergs kommun och placerades därefter i en stenmur. En folkskollärare från trakten meddelade Hans Hildebrand om fyndet i ett brev 1901 och idag står stenen uppställd på en gräsplan i Frösvi. 
Stenen är av blågrå granit, dess mått är 73 x 50 x 20 cm och runornas höjd varierar mellan 8 och 10 cm. Inskriften lyder
...ubl : þausi : i...  (translitteration)
... (k)umbl þausi æ(ftiR) ... (normalisering)
"... minnesmärken dessa efter" (översättning)
Som synes är varken kumbl,  eller æftiR kompletta men de bevarade runorna tyder på att det rör sig om en vanlig minnesinskrift där någon har rest stenen efter en släkting eller en kamrat.